# Áp suất ánh sáng

Áp suất ánh sáng (ASAS) là áp suất mà ánh sáng tác dụng lên vật được rọi sáng. Áp suất này rất bé, cỡ một phần triệu Pa (pascal) gần bằng 10−6 Pa.
Áp Suất ánh sáng
Năm 1899, nhà vật lý Pyotr Lebedev (Lê-bê-đép - người Nga) lần đầu tiên đã đo được áp suất ánh sáng bằng thí nghiệm rất tinh vi. Chính áp suất của ánh sáng Mặt Trời đã làm cho đuôi sao chổi bao giờ cũng hướng từ phía mặt trời hướng ra.
Áp suất ánh sáng: Áp suất ánh sáng theo thuyết điện từ. Nếu 1 sóng điện từ đập vuông góc với mặt của vật, thì sự có mặt của vector điện trường E sẽ dẫn đến sự dịch chuyển các hạt mang điện của chất. Các điện tích chuyển động sẽ chịu tác dụng của lực Lorentz gây bởi vector từ trường H trong sóng tới.
Nếu để ý đến mối liên hệ giữa các vector E, H và S (vector Poynting) và ứng dụng quy tắc bàn tay trái ta sẽ thấy dễ dàng rằng các hạt mang điện của chất, không tùy thuộc vào dấu của điện tích, đều chịu tác dụng của lực Lorentz theo hướng của chùm sáng, nghĩa là hướng vào bên trong mặt có sóng đập tới. Lực đó gây ra áp suất trên mặt của vật Áp suất ánh sáng theo thuyết lương tử. Photon có động lượng (xung lượng) pp và năng lượng ε Nếu trong 1 giây có n photon đập tới vuông góc với thành có diện tích S, thì rõ ràng là: n=φ/ε trong đó φ là quang thông. Nếu thành hấp thụ các photon, thu xung lượng toàn phần của chúng, thì áp suất tác dụng lên thành bằng: p=Fap/S=1/S.φ/ε.Pp Nếu thành hoàn toàn phản xạ ánh sáng, thay đổi xung lượng của mỗi photon theo hướng ngược lại, thì: p=2φPp/Sε. Nếu hệ số phản xạ ánh sáng của thành 0≤ρ≤1 thì: p=φPp(1+ρ)/Sε. Đối với photon chuyển động với vận tốc ánh sáng: dε=cdPp từ đó rút ra: ε=cPp Như vậy áp suất của ánh sáng: p=φ/Sc.(1+ρ)=I/c.(1+ρ) Trong đó: I=φ/S là mật đọ mặt của quang thông (quang thông đập trên 1 đơn vị của mặt), ρ là hệ số phản xạ Áp suất ánh sáng tác dụng trên những hạt chất nhỏ nhất của sao chổi giải thích sự tạo thành đuôi sao chổi khi sao chổi đi qua gần Mặt Trời